# Бадр Харі
Бадр Харі (араб. بدر هاري; народився 8 грудня 1984 в місті Амстердам, Північна Голландія, Нідерланди) — голландський спортсмен марокканського походження, професійний кікбоксер. Чемпіон світу з кікбоксингу у важкій ваговій категорії за версією K-1 (2007 — 2008 роки). Фіналіст Гран-прі K-1 у важкій ваговій категорії (2008 рік). Був позбавлений титулів і нагород в K-1 за неспортивну поведінку і зловмисне порушення правил (удари ногами по лежачому супернику).